# Chiến tranh đổ bộ của Việt Nam trong lịch sử
Chiến tranh đổ bộ là một khái niệm trong lĩnh vực quân sự, chỉ loại hoạt động quân sự sử dụng các tàu thuyền đi biển để tấn công và đổ quân. Hoạt động này nhắm đến một bờ biển có hoặc có thể có quân địch phòng ngự tại vị trí đổ bộ được xác định trước. Chiến dịch đổ bộ quy mô lớn bằng đường biển đầu tiên của Việt Nam được ghi nhận trong sử sách diễn ra từ hơn 1.000 năm trước.
Các cuộc vận chuyển quân bằng đường biển đã được tiến hành bởi thủy quân chúa Trịnh khi tấn công Đàng Trong; tiến hành bởi quân Tây Sơn khi họ vận chuyển quân ra Bắc. Đối với các cuộc đổ bộ của Việt Nam ra lãnh thổ nước khác ở mức độ quy mô lớn được sử liệu ghi nhận là vào năm 1075 khi ít nhất 40.000 quân nhà Lý tấn công vào miền nam nước Tống. Sau đó, quân nhà Lê cũng triển khai đường biển để đánh Chăm Pa. Trong thời kỳ hiện đại, Quân đội nhân dân Việt Nam đã tiến hành nhiều hoạt động đổ bộ đánh chiếm các đảo trên biển Đông, cũng như trong cuộc chiến với Campuchia trong các năm 1975-1979.

## Chiến tranh đổ bộ thời trung đại
Các cuộc chiến tranh đổ bộ trong thời trung đại của Việt Nam diễn ra dưới thời Tiền Lê, Lý, Hồ và Hậu Lê. Các hoạt động triển khai đổ quân chống lại láng giềng phía bắc và phía nam, gồm Đại Tống và Chăm Pa.

### Trận Như Hồng trấn, năm 995
Vào năm 995, thủy quân Đại Cồ Việt đã huy động khoảng 100 chiến thuyền sang bờ biển phía nam nước Tống, tấn công vào trấn Như Hồng thuộc Khâm Châu, cướp lương thực và bắt nhiều tù binh sau đó mau chóng rút quân.
Tháng 7 năm 996, sứ thần Tống là Lý Nhược Chuyết, chức Quốc tín sư mang chiếu thư vua Tống sang gặp vua Lê Đại Hành, vua đã trả lời đầy thách thức rằng: "Việc cướp trấn Như Hồng là do bọn giặc biển ở cõi ngoài, hoàng đế có biết đó không phải là quân của Giao Châu không? Nếu Giao Châu có làm phản thì đầu tiên đánh vào Phiên Ngung, thứ đến đánh Mân Việt, há chỉ dừng ở trấn Như Hồng mà thôi?"

### Đổ bộ Phật Thệ, năm 1069
Kinh thành Phật Thệ về sau gọi là Đồ Bàn là kinh đô của Chăm Pa nằm ở khu vực ven biển. Kể từ năm 1068, nhà Lý đã lên kế sách đánh Chăm Pa, sau khi xem xét đã chọn lựa đánh bằng đường biển sẽ thuận lợi hơn. Vào năm 1069 diễn ra chiến tranh giữa Đại Việt và Chăm Pa, thủy quân Đại Việt lúc này có khoảng 200 chiến thuyền.
Ngày 24 tháng 2 năm 1069 (Kỷ Dậu), vua Lý Thánh Tông thân chinh dẫn quân tấn công Chăm Pa. Quân đội nhà Lý rời khỏi Thăng Long bảy ngày sau (18 tháng 3) đã hội quân ở khu vực Nghệ An ngày nay.
Ngày 23 tháng 3, Lý Thường Kiệt đã dẫn quân tới cửa Nhật Lệ là nơi tập trung của thủy quân Chăm Pa. Tại đây thủy quân hai bên giao chiến, quân Chăm Pa bị đánh bại, thủy quân nhà Lý tiến thẳng đến thành Phật Thệ. Ngày 28 tháng 3 thì họ tới cửa Tư Dung, là cửa sông vào các đầm phá và sông thuộc Quy Nhơn ngày nay. Sau đó họ tiếp tục di chuyển.
Khi đến bờ biển cách thành Phật Thệ không xa, thủy quân nhà Lý bắt đầu đổ bộ ở đây. Tướng Chăm là Bố Bì Đà La dàn trận trên bờ sông Tu Mao (nay gọi là sông Côn) chặn đánh. Hai bên chạm trán, quân Chăm Pa cuối cùng bị đánh bại. Tuy nhiên phải đến tháng 5 thì quân Đại Việt viễn chinh mới chiến thắng hoàn toàn.

### Chiến dịch đánh Tống, năm 1075–1076
Dưới thời Tống Nhân Tông, nhà Tống thường xuyên chịu sự uy hiếp của nước Liêu (của người Khiết Đan) ở phía bắc và nước Tây Hạ (của người Đảng Hạng) ở phía tây bắc. Nhà Tống phải cống nộp nhiều của cải và cắt nhiều phần lãnh thổ cho Liêu và Tây Hạ. Trong nước, triều Tống bị rối loạn bởi những cải cách của Vương An Thạch, từ đó việc chủ trương tiến đánh các nước phía nam Trung Quốc để giải tỏa các căng thẳng trở thành một sách lược. Từ năm 1070, Vương An Thạch chú ý đến phương nam, ông đã tâu lên vua Tống: "Giao Chỉ vừa đánh Chiêm Thành bị thất bại, quân không còn nổi một vạn, có thể lấy quân Ung Châu sang chiếm Giao Chỉ." Năm 1073, vua Tống Thần Tông phái Thẩm Khởi làm Quảng Tây kinh lược sứ chuẩn bị tấn công. Thẩm Khởi đặt các doanh trại, sửa đường tiếp tế, phủ dụ 52 động thuộc Ung Châu sung công cho quân đội các thuyền chở muối để sử dụng. Nhưng sau đó do làm trái ý vua Tống, Thẩm Khởi bị điều đi nơi khác và Lưu Di thay chức. Lưu Di được lệnh tăng cường binh lực, tiếp tục điểm dân, tích trữ lương thực, đóng thêm chiến thuyền, ra sức luyện tập thủy binh và lệnh cấm người Đại Việt sang đất Tống buôn bán để giữ bí mật cho cuộc tấn công. Nhà Tống đã biến Ung Châu thành một căn cứ xuất quân lớn để chuẩn bị đánh Đại Việt. Nhà Tống đã giao cho Tô Giám, một viên tướng dày dặn kinh nghiệm trong cuộc chiến chống Nùng Trí Cao trước đây chịu trách nhiệm chỉ huy căn cứ này. Tuy Tống cố gắng giữ bí mật nhưng mật thám của Đại Việt vẫn nắm được ý đồ của họ. Đặc biệt vào năm 1073, một tiến sĩ nhà Tống là Từ Bá Tường vì không được trọng dụng nên đã thông báo điều này với nhà Lý. Bởi thế Đại Việt đã nắm được khá đầy đủ tình hình chuẩn bị chiến tranh của nhà Tống. Lúc này số quân Tống đang tập hợp ở các căn cứ Ung, Khâm, Liêm khoảng 100.000 quân đang huấn luyện, song chưa thể đánh ngay được vì số quân này hầu hết là tân binh vùng Hoa Nam vừa mới tuyển dụng. Nhà Tống dự định rút bớt quân thiện chiến ở các tỉnh phương bắc đưa xuống phía nam để tăng cường cho đạo quân chủ lực nhưng việc này làm chưa xong.
Trước tình hình đó, thái úy Đại Việt là Lý Thường Kiệt cho rằng: Ngồi yên đợi giặc sao bằng đánh trước để bẻ gãy mũi nhọn của nó. Với chủ trương thực hiện một chiến lược đánh đòn phủ đầu Tiên phát chế nhân, ông quyết định tấn công Tống trước. Đại Việt đã huy động 10 vạn quân sang đánh phá Ung Châu của Tống, đạo quân bao gồm cả lực lượng chính quy của triều đình lẫn quân của các thủ lĩnh dân tộc thiểu số miền núi phía Bắc. Đạo quân chính do đích thân Lý Thường Kiệt chỉ huy, gồm thủy binh - bộ binh xuất phát từ vùng Móng Cái ngày nay tiến vào đất Tống nhắm tới Khâm Châu. Còn đạo quân của các thủ lĩnh dân tộc thiểu số đặt dưới sự chỉ huy của Tông Đản chia làm 4 mũi tiến vào đất Tống: Lưu Kỷ từ Quảng Nguyên (Cao Bằng), Hoàng Kim Mãn từ Môn Châu (Đông Khê - Cao Bằng), Thân Cảnh Phúc từ Quang Lang (Lạng Sơn) và Vi Thủ An từ Tô Mậu (Quảng Ninh) tất cả nhắm tới Ung Châu. Đạo quân Tông Đản sẽ "dương Tây" để đạo quân Lý Thường Kiệt bất ngờ "kích Đông". Phòng ngự Ung Châu gồm hai bộ phận, tổng số có 5.000 quân. Ung Châu có 2.000 quân, 5 trại tiếp giáp biên giới Đại Việt có 3.000 quân: Hoành Sơn, Thái Bình, Vĩnh Bình, Cổ Vạn, Thiên Long.

#### Đổ bộ Khâm Châu và Liêm Châu
Tống đặt ở Khâm Châu và Liêm Châu (nằm sát biển, tiếp giáp Quảng Ninh và Lạng Sơn ngày nay) Phòng biên tuần sứ cai quản đoàn quân Đằng Hải cùng với quân của hai viên tuần kiểm, quân số không quá 500 người đóng ở hai trại: Như Tích giáp biên giới châu Vĩnh Anh và Để Trạo ở cửa sông Khâm Châu. Ngày 27 tháng 10 năm 1075, Vi Thủ An dẫn 700 quân từ châu Tô Mậu vào đánh Cổ Vạn, chiếm được trại Cổ Vạn. Đến tận ngày 21 tháng 12 thì triều đình nhà Tống mới hay tin này. Cánh quân Tông Đản tiếp tục tấn công lần lượt chiếm trại Vĩnh Bình, Thái Bình, các châu Tây Bình, châu Lộc, trại Hoành Sơn. Quân Tống bị thu hút vào phía tây trở nên lơ là phía đông, có người ở Khâm Châu phát hiện và báo cho tướng giữ thành là Trần Vĩnh Thái nhưng ông ta không tin. Khi có tin đạo quân phía đông do Lý Thường Kiệt chỉ huy đến Thái vẫn thản nhiên bày tiệc uống rượu. Quân Tống đã không chống đỡ nổi cuộc tấn công này, ngày 30 tháng 12 năm 1075, Khâm Châu bị chiếm, Trần Vĩnh Thái và các thủ hạ Văn Lương, Ngô Phúc, Tưởng Cẩn, Tống Đạo đều bị bắt và bị giết, quân Lý lấy hết của cải mang đi. Sau khi nghe tin Khâm Châu thất thủ, quân Tống ở Liêm Châu tăng cường phòng bị nhưng cũng không chống đỡ nổi. Ngày 2 tháng 1 năm 1076, Liêm Châu cũng thất thủ. Chỉ huy quân Tống các trại Như Tích và Để Trạo đều tử trận, 8.000 quân Tống bị bắt làm tù binh, bị bắt mang đồ vật cướp được xuống thuyền nhưng sau cũng bị giết hết. Quan trấn thủ Khâm Châu là Lỗ Khánh Tôn và các thủ hạ Lương Sở, Chu Tông Thích, Ngô Tông Lập đều bị giết.

#### Tiếp tục tấn công trong đất liền
Sau đó, Lý Thường Kiệt dẫn quân đến Ung Châu cùng đạo quân phía Tây của Tông Đản quyết tâm hạ thành Ung Châu. Ngày 10 tháng 12, Tông Đản kéo đến Ung Châu. Cánh quân chiếm được Khâm Châu tiến lên Ung Châu. Cánh quân chiếm được Liêm Châu tiến sang chiếm Bạch Châu. Ngày 18 tháng 1 năm 1076, đạo quân của Lý Thường Kiệt cũng tới thành Ung Châu. Quân của Lý Thường Kiệt, Lưu Kỷ và các tù trưởng khác vây kín thành Ung Châu. Tướng giữ thành là Tô Giám thấy thế quân Đại Việt quá mạnh nên đã áp dụng triệt để chính sách cố thủ để chờ viện quân. Tô Giám lúc đầu tin rằng Ung Châu cách Quế Châu chỉ có 14 ngày đường nên viện binh thế nào cũng sẽ đến kịp cho nên đóng cửa thành cố thủ, trong thành Ung lúc ấy chỉ có 2.800 quân. Dân thành Ung Châu gần 6 vạn người lúc đó sợ hãi đạp nhau mà chạy. Ông đem hết công nhu (tiền công) phát hết cho dân khích lệ mọi người vững lòng, kiên trí, nếu kẻ nào bỏ trốn thì phải tội theo quân lệnh, ông còn phao tin viện binh không còn xa thành là bao nhiêu. Chiến sự bùng nổ, sau khi lấy xong Ung Châu, Lý Thường Kiệt kéo quân lên phía bắc tỏ ý muốn đánh tiếp Tân Châu. Tướng giữ Tân Châu nhà Tống là Cổ Cắn Lặc nghe tin sợ hãi nên bỏ thành chạy. Lý Thường Kiệt ra lệnh đốt thành, phá kho tàng dự trữ trong vùng Tả Giang và cho lấy đá lấp sông để chặn đường quân cứu viện của Tống. Lo đại quân Tống từ phương bắc sắp kéo xuống, họ có thể tiến đánh châu Quảng Nguyên của Đại Việt, mà hiện tại quân Đại Việt ở Ung Châu sau hơn một tháng đã mệt mỏi nên Lý Thường Kiệt quyết định thu quân trở về Đại Việt để lo phòng bị.
Tháng 3 năm 1076, quân Đại Việt rút khỏi Ung Châu.

### Lê Quý Ly đánh Chăm Pa
Từ năm 1367 cho đến 1396, Đại Việt và Chăm Pa xảy ra chiến tranh. Cả hai đánh nhau bằng cả bộ binh lẫn thủy binh. Vào năm 1383, nhận lệnh vua Trần Nghệ Tông, tướng Lê Quý Ly dẫn một đạo quân thủy đánh Chăm Pa. Lực lượng tiến về phía nam đến quãng Hà Tĩnh, Quảng Bình thì gặp phải một cơn bão lớn, nhiều thuyền chiến bị đánh đắm, do bị thiệt hại cuộc tấn công đành hoãn lại và phần còn lại của hạm đội rút về.

### Đổ bộ Sa Kỳ, 1471
Ngày 28 tháng 11 năm 1470 (Ngày mồng 16 tháng 11 âm lịch năm Canh Dần), quân nhà Lê Đại Việt dưới sự chỉ huy của Lê Thánh Tông gồm 250.000 quân thủy-bộ, với nhiều chiến thuyền triển khai đánh Chăm Pa. Đến giữa tháng 12 âm lịch, quân Đại Việt vào đến đất Chăm Pa.
Ngày mồng 5 tháng 2 âm lịch, quân Chăm Pa Trà Toàn sai các tướng mang 50.000 quân di chuyển tiếp cận quân Việt. Ngay ngày hôm sau, tướng nhà Lê là Lê Hi Cát, Hoàng Nhân Thiêm, Lê Thế, Trịnh Văn Sái đem hơn 500 chiếc thuyền vận chuyển 30.000 lính vượt biển, đổ bộ lên cửa biển Sa Kỳ. Mục đích dàn quân mai phục quân Chăm Pa nếu quân Chăm Pa rút lui. Họ lập dinh lũy, đặt đồn ải, chặn các tuyến đường về của quân Chăm. Sau đó đích thân vua Lê Thánh Tông dẫn đại quân tấn công vào đại quân Chăm, quân Chăm yếu thế rút lui thì rơi vào khu vực mai phục từ trước, chịu nhiều thiệt hại hơn nữa.
Ngày mồng 27 tháng 2 âm lịch, diễn ra trận thành Thị Nại, quân Chăm Pa đại bại. Ngày 28, quân Việt triển khai đến bao vây kinh đô Đồ Bàn. Cuộc phòng thủ cuối cùng này Chăm Pa thất bại. Cuộc chiến khiến 90.000 quân Chăm Pa thương vong, Chăm Pa sụp đổ.

## Chiến tranh đổ bộ thời cận đại
Các cuộc chiến tranh đổ bộ trong thời cận đại của Việt Nam từ đầu thế kỷ 17 đến cuối thế kỷ 18 liên quan chính quyền ở Bắc Hà và Nam Hà với sự tham gia của các lực lượng chúa Trịnh, chúa Nguyễn và Tây Sơn.

### Đổ bộ Ái Tử
Năm 1572, tướng Lập Bạo nhà Mạc dẫn hạm đội 60 chiến thuyền đánh vào Thuận Hóa. Quân Mạc không đổ bộ ngoài cửa biển mà vào đổ quân bên bờ sông Ái Tử, cách biển không xa, thuộc Hồ Xá và Lạng Uyển. Nguyễn Hoàng cho quân tấn công, quân Mạc bại trận đầu hàng.

### Đổ bộ Quảng Xương
Vào ngày 10 tháng 9 năm Tân Tỵ (1581), quân nhà Mạc do Mạc Đôn Nhượng chỉ huy chia làm hai đạo tấn công quân Nam triều. Cánh quân thủy đổ bộ lên Quảng Xương, ven biển Thanh Hóa ngày nay. Sau đó đóng quân ở núi Đường Nang. Quân Nam triều do Ngô Cảnh Hựu và Hoàng Đình Ái chỉ huy đã hội quân tấn công đánh bại quân Mạc.

### Tây Sơn chuyển quân ra Bắc
Vào tháng 7 năm 1786, Nguyễn Huệ triển khai quân ra miền Bắc [Việt Nam], trên đường đi cho binh lính tổ chức thành nhiều nhóm nhỏ đổ bộ lên bờ tấn công các đồn lũy phòng thủ ven biển chúa Trịnh để gây thanh thế. Đại quân Tây Sơn với 1.000 chiến thuyền đã triển khai đến vùng đồng bằng sông Hồng nhưng không đổ bộ ngoài bờ biển mà ngược sông Hồng di chuyển vào sâu nội địa, đại quân tập kết tại Vị Hoàng (thuộc Nam Định) và đổ bộ ở đó vào ngày 17 tháng 7.

### Đổ bộ trong trận Thị Nại, 1801
Vào năm 1801, diễn ra trận Thị Nại, trận thủy chiến lớn nhất trong cuộc chiến tranh giữa Tây Sơn và chúa Nguyễn, với 3.000 chiến thuyền của cả hai bên tham gia. Vào giữa tháng 1, quân Nguyễn với khoảng 1.200 lính bí mật đổ bộ lên bờ đánh úp một pháo đài của quân Tây Sơn để khống chế cửa biển. Cuộc tấn công thắng lợi dẫn đến lợi thế cho quân chúa Nguyễn trong trận thủy chiến này.

### Đổ bộ Phú Xuân, 1801
Cũng ngay trong năm 1801, diễn ra trận Phú Xuân giữa quân Nguyễn và Tây Sơn. Ngày 11 tháng 6, có 345 tàu thuyền các loại của quân Nguyễn tấn công cửa sông Hương. Quân Nguyễn do Nguyễn Văn Nhơn, Lê Văn Duyệt, Lê Chất chỉ huy. Họ đã cho đổ bộ 15.000 quân. Trận chiến dữ dội của cả hai gồm đánh sáp lá cà diễn ra, quân Tây Sơn đại bại.

### Đổ bộ Đan Nhai, 1802
Ngày 25 tháng 8 năm Nhâm Tuất (1802), trong cuộc hành quân ra Bắc để dẹp tàn binh Tây Sơn, quân Nguyễn đổ bộ lên Đan Nhai (Cửa Hội), từ đó chiếm toàn vùng Nghệ An, sau đó đến Thanh Hóa và tiếp tục tiến ra Bắc.

## Chiến tranh đổ bộ thời hiện đại
Chiến tranh đổ bộ trong thời hiện đại của Việt Nam liên quan đến các hoạt động quân sự của Quân đội nhân dân Việt Nam, Quân lực Việt Nam Cộng Hòa, Trung Quốc và Campuchia.

### Giải phóng Trường Sa, 1975
Vào giai đoạn cuối Chiến tranh Việt Nam, từ tháng 4 đến tháng 6 năm 1975, Quân Giải phóng miền Nam Việt Nam, triển khai chiến dịch quân sự giải phóng Trường Sa và các đảo trên biển Đông. Mục tiêu chiến dịch nhằm vào các đảo trên Quần đảo Trường Sa và các đảo ven biển miền Nam Việt Nam mà Quân lực Việt Nam Cộng hòa đang chiếm giữ và một số đảo do quân Khmer Đỏ đánh chiếm từ tay Quân lực Việt Nam Cộng hòa. Bộ Tư lệnh Hải quân đã đề xuất vào tháng 10 năm 1974, đến tháng 3 năm 1975 kế hoạch được xem xét. Ngày 11 tháng 4 cuộc tấn công bắt đầu. Kết quả là Quân giải phóng Miền Nam đã kiểm soát các đảo này.

#### Đổ bộ Phú Quốc, 1975
Ngày 3 tháng 5 năm 1975, trong tình cảnh chế độ Việt Nam cộng hòa sụp đổ, quân Campuchia chớp thời cơ đổ bộ đánh chiếm đảo Phú Quốc, tàn sát binh lính Việt Nam cộng hòa giữ đảo. Ngày 6 tháng 5, Quân đội nhân dân Việt Nam triển khai đến đảo Phú Quốc, các đơn vị yểm trợ cho hai tiểu đoàn đổ bộ lên đảo. Binh lính triển khai đánh từ hai hướng bắc nam. Quân Campuchia mau chóng rút lui.

#### Đổ bộ Thổ Chu, 1975
Đổ bộ Thổ Chu là cuộc tấn công tái chiếm đảo Thổ Chu, hòn đảo lớn nhất quần đảo Thổ Chu. Hòn đảo bị quân Campuchia đánh chiếm vào ngày 10 tháng 5 năm 1975. Ngày 23 tháng 5, nhiều đơn vị quân Việt Nam với khoảng 200 lính đổ bộ lên hòn đảo đánh lực lượng Campuchia với quân số tương đương. Đến ngày 27 tháng 5, toàn bộ lực lượng Campuchia bị đánh bại.

### Đổ bộ Tà Lơn, 1979
Chiến dịch đổ bộ đường biển Tà Lơn là cuộc đổ bộ lớn nhất của Quân đội nhân dân Việt Nam trong cuộc Chiến tranh Việt Nam – Campuchia. Cuộc đổ bộ diễn ra vào ngày 6 tháng 1 năm 1979, mục tiêu của Việt Nam là đánh chiếm cảng Kong Pong Xom, quân cảng Ream, làm chủ vùng biển và ven biển, cắt đứt con đường huyết mạch, chia cắt Đông Nam Campuchia. Việt Nam huy động 160 tiểu đoàn dưới sự yểm trợ của nhiều đơn vị tác chiến khác, đổ bộ lên một bãi biển được phòng ngự bởi 5.000 quân Campuchia. Ngày 10 tháng 1, cuộc tấn công chấm dứt, quân Việt Nam chiến thắng.

## Năng lực đổ bộ của Hải quân nhân dân Việt Nam ngày nay

### Các cuộc tập trận đổ bộ của Việt Nam
Năm 2014, Việt Nam tổ chức tập trận đổ bộ với hình thức kết hợp đổ bộ đường biển bằng hải quân lục chiến và đổ bộ đường không bằng không quân.
Tháng 7 năm 2016, hải quân đánh bộ Việt Nam gồm Lữ đoàn 147, Lữ đoàn 125 và Lữ đoàn 170, tiến hành tập trận đánh chiếm đảo. Cuộc diễn tập có 2 tàu chở xe tăng lớp Polnochny (Dự án 771) và một số xe bọc thép lội nước hạng nhẹ PT-76, theo sau là những chiến thuyền nhỏ và một số xe bọc thép BTR-60PB nặng 10 tấn. Chúng được dàn trận trên các bãi biển. Các nội dung diễn tập gồm: hành quân vượt sông, hành quân dài ngày trên biển, đánh địch đổ bộ đường không, đổ bộ tái chiếm đảo có bắn đạn thật.
Vào tháng 5 năm 2022, Lữ đoàn 147 thuộc vùng 1 Hải quân Việt Nam đã thực hiện diễn tập đổ bộ đường biển. Các lực lượng diễn tập có các loại tàu, xe thiết giáp lội nước. Các lực lượng xe thiết giáp chiến đấu vừa di chuyển vừa bắn yểm trợ, bảo vệ cho xe thiết giáp chở quân. Cuộc diễn tập có cả trực thăng tham gia.

### Sách
- Bùi Văn Vượng (2012). Tổng tập dư địa chí Việt Nam, Tập 2. Nhà xuất bản Thanh niên.
- Châu Hải Đường (2018). An Nam truyện: Ghi chép về Việt Nam trong chính sử Trung Quốc xưa. Sách Tao Đàn.
- Đặng Duy Phúc (2007). Giản yếu sử Việt Nam. Nhà xuất bản Hà Nội.
- Hoàng Xuân Hãn (1996). Lý Thường Kiệt, lịch sử ngoại giao và tông giáo triều Lý. Nhà xuất bản Hà Nội.
- Hồng Nam, Hồng Lĩnh (1984). Những trang sử vẻ vang của dân tộc Việt Nam chống phong kiến Trung Quốc xâm lược, Tập 1. Nhà xuất bản Khoa học xã hội.
- Huỳnh Khắc Dụng (1959). Sử-liệu Việt-Nam. Nha Văn Hóa, Bộ Quốc gia Giáo dục (VNCH).
- Lưu Văn Lợi (2000). Ngoại giao Đại Việt. Nhà xuất bản Công an nhân dân.
- Ngô Sĩ Liên (2009). Đại Việt sử ký toàn thư: bản in Nội các quan bản, mộc bản khắc năm Chính Hòa thứ 18 (1697). Nhà xuất bản Khoa học xã hội.
- Ngô Thì Sĩ (2011). Đại Việt sử ký tiền biên. Nhà xuất bản Văn hóa thông tin.
- Ngô Văn Doanh (2002). Văn hóa cổ Chămpa. Nhà xuất bản Văn hóa dân tộc.
- Nguyễn Minh Đức (2011). Việt Nam, những sự kiện quân sự: từ thế kỷ XV đến thế kỷ XVIII. Nhà xuất bản Quân đội nhân dân.
- Nguyễn Minh Đức, Lê Đình Sy̋, Nguyễn Danh Phiệt (2014). Lịch sử tư tưởng quân sự Việt Nam, Tập 2. Nhà xuất bản Chính trị quốc gia - sự thật.{{Chú thích sách}}:  Quản lý CS1: nhiều tên: danh sách tác giả (liên kết)
- Phan Đăng Thanh, Trương Thị Hòa (1996). Cải cách Hồ Quí Ly. Nhà xuất bản Chính trị quốc gia.
- Phạm Văn Sơn (1961). Việt-sử tân biên, Tập 1. Nhà xuất bản Khai Trí.
- Phạm Văn Sơn (quyển 4) (1961). Việt-sử tân biên, Tập 4. Nhà xuất bản Khai Trí.{{Chú thích sách}}:  Quản lý CS1: tên số: danh sách tác giả (liên kết)
- Trần Quốc Vượng (1960). Việt sử lược. Nhà xuất bản Văn Sử Địa.
- Trần Xuân Sinh (2004). Việt sử kỷ yếu. Nhà xuất bản Hải Phòng.
- Trần Văn Giàu, Trần Bạch Đằng, Mạc Đường (2001). Lịch sử Việt Nam, Tập 3. Nhà xuất bản Trẻ.{{Chú thích sách}}:  Quản lý CS1: nhiều tên: danh sách tác giả (liên kết)
- Trung tâm khoa học xã hội và nhân văn quốc gia (Việt Nam) (2001). Việt Nam trong thế kỷ XX. Nhà xuất bản Chính trị quốc gia.
- Viện lịch sử quân sự Việt Nam (1999). Lịch sử quân sự Việt Nam, tập 3. Nhà xuất bản Chính trị quốc gia.
- Viện lịch sử quân sự Việt Nam (2003). 20 trận đánh trong lịch sử dân tộc: thế kỷ X-XIII. Nhà xuất bản Quân đội nhân dân.
- Viện lịch sử quân sự Việt Nam (2008). Lịch sử kỹ thuật quân sự Việt Nam: giản yếu. Nhà xuất bản Quân đội nhân dân.
- Viện sử học (2008). Việt Nam, những sự kiện lịch sử, 1975-2000. Nhà xuất bản Giáo dục.
- Việt Chương (2001). Thời Nam Bắc triều: Trịnh Nguyễn tranh hùng. Nhà xuất bản Phụ nữ.
- Wilfred G. Burchett (1984). Tam Giác Trung Quốc - Campuchia - Việt Nam. StreetLib.

### Tạp chí
- Viện Sử học (1981). "Nghiên cứu lịch sử, Số phát hành 196-201". Viện Sử học. {{Chú thích tạp chí}}: Chú thích magazine cần |magazine= (trợ giúp)
- Viện Sử học (2004). "Nghiên cứu lịch sử, Số phát hành 338-343". Viện Sử học. {{Chú thích tạp chí}}: Chú thích magazine cần |magazine= (trợ giúp)